# Grzegorz Klein
Grzegorz Klein (ur. 19 lipca 1966 w Gdańsku) – polski aktor teatralny i filmowy.
Państwową Wyższą Szkołę Teatralną w Warszawie (obecnie Akademia Teatralna) ukończył w 1990 roku, wcześniej przez rok studiował na Wydziale Aktorskim PWSFTviT w Łodzi.
W latach 1990–1992 był aktorem Teatru na Woli w Warszawie. Związany był także z warszawskimi teatrami Narodowym, Bajka oraz Komedia.

## Filmografia
| Filmy |                     | |                          |
| Rok   | Tytuł               | Rola | Uwagi                    |
| 1989  | Po upadku           | dziennikarz |                          |
| 1990  | Welcome et Zoe      | |                          |
| 1990  | Korczak             | były wychowanek Korczaka |                          |
| 1992  | Wielka wsypa        | działacz opozycji | niewymieniony w napisach |
| 1992  | Enak                | szef klubu |                          |
| 1993  | My Way              | Tomek |                          |
| 1993  | Goodbye Rockefeller | Janusz, chłopak Beaty |                          |
| 1993  | Człowiek z...       | SB-ek |                          |
| 1993  | Balanga             | grabarz, gwałciciel kochanki nauczyciela |                          |
| 1994  | Szczur              | Rosjanin porywający Jarka | niewymieniony w napisach |
| 1994  | Oczy niebieskie     | gangster |                          |
| 1995  | Tato                | kelner |                          |
| 2000  | Pierwszy milion     | policjant |                          |
| 2000  | Enduro Bojz         | policjant |                          |
| 2007  | Dziura              | Aspirant Mątwa, Komisarz Śliski, Bardzo Ważna Osoba, Referent Zimorodek, Znany Polityk, Menel Patriota, Menel Śpiący, Przedsiębiorczy Obywatel, Koordynator Żeśki, Ochroniarz, Rzecznik, Asystent, Terrorysta | etiuda szkolna           |
| 2009  | Generał Nil         | ubek |                          |

| Produkcje telewizyjne |                                   | |                                                                              |
| Rok                   | Tytuł                             | Rola | Uwagi                                                                        |
| 1988                  | Z soboty na poniedziałek          | Zdzisiek | film telewizyjny                                                             |
| 1989                  | Szczególny dzień                  | Umberto | spektakl telewizyjny                                                         |
| 1990                  | Teraz ja                          | Łomow | spektakl telewizyjny                                                         |
| 1990                  | Nie trzeba się zarzekać           | Służba | spektakl telewizyjny                                                         |
| 1992                  | Żegnaj Rockefeller                | anarchista Janusz, chłopak Beaty | serial telewizyjny, odcinki: 7-9, 11, 13                                     |
| 1993                  | Wynajmę pokój...                  | chłopak, z którym przespała się Ewa | film telewizyjny                                                             |
| 1993                  | Samowolka                         | kapral Lech | film telewizyjny                                                             |
| 1993                  | Kolęda wigilijna                  | Gość u siostrzeńca | spektakl telewizyjny                                                         |
| 1993                  | Czterdziestolatek, 20 lat później | opiekun wycieczki do Aleksandrii | serial telewizyjny, odcinek: 11                                              |
| 1994–1995             | Fitness Club                      | handlarz narkotyków „Anioł” | serial telewizyjny                                                           |
| 1995                  | Dwa światy                        | strażnik | serial telewizyjny                                                           |
| 1996                  | Ekstradycja 2                     | członek gangu Tumskiej pilnujący Basi | serial telewizyjny, odcinki: 2, 3, 5                                         |
| 1997                  | Dom                               | robotnik w FSO | serial telewizyjny, odcinek: 20                                              |
| 1998                  | Książę Niezłomny                  | Doktor | spektakl telewizyjny                                                         |
| 1998                  | Hrabia                            | Lokaj | spektakl telewizyjny                                                         |
| 1998                  | 13 posterunek                     | piłkarz | serial telewizyjny, odcinek: 29                                              |
| 1999                  | Pierwszy milion                   | policjant | serial telewizyjny                                                           |
| 2002–2010             | Samo życie                        | kolega Kazimierza, brata Sandry „Pani Pudel”, opiekunki trojaczków Tamary i Ireneusza Skalskich | serial telewizyjny                                                           |
| 2003                  | Glina                             | oficer dyżurny w jednostce wojskowej | serial telewizyjny, odcinek: 4                                               |
| 2005–2008             | Klan                              | lekarz ginekolog badający Ewę Tomicką-Ross, żonę Daniela Rossa / przedstawiciel argentyńskiej sieci szkółek piłkarskich, który zainwestował w szkółkę piłkarską należącą do Michała Chojnickiego i Waldemara Paculskiego | serial telewizyjny, dwie role w sezonach 2005/2006 i 2007/2008               |
| 2005                  | Na Wspólnej                       | celnik | serial telewizyjny, odcinek: 509                                             |
| 2006                  | Sekcja 998                        | Mietek | serial telewizyjny, odcinek: „Studnia”                                       |
| 2006                  | Kryminalni                        | „Joker” | serial telewizyjny, odcinek: 45                                              |
| 2006                  | Daleko od noszy                   | pacjent Rubecki | serial telewizyjny, odcinek: 101; wymieniony w napisach pod nazwiskiem Klain |
| 2007                  | Twarzą w twarz                    | bezdomny | serial telewizyjny, odcinek: 7                                               |
| 2007                  | Pitbull                           | facet zgłaszający kradzież kiełbasy | serial telewizyjny, odcinek: 14; niewymieniony w napisach                    |
| 2007                  | Odwróceni                         | pracownik gazowni | serial telewizyjny, odcinek: 6                                               |
| 2007                  | Halo Hans!                        | pijaczek | serial telewizyjny, odcinek: 6                                               |
| 2007                  | Afera mięsna                      | tajniak | spektakl telewizyjny                                                         |
| 2008                  | Złodziej w sutannie               | głos TW | spektakl telewizyjny                                                         |
| 2008                  | Hotel pod żyrafą i nosorożcem     | policjant | serial telewizyjny, odcinek: 1                                               |
| 2009                  | Przeznaczenie                     | policjant z ewidencji | serial telewizyjny, odcinki: 12, 13                                          |
| 2009                  | Czas honoru                       | | serial telewizyjny, odcinki: 21, 24, 26                                      |

| Gry wideo |              |      |       |
| Rok       | Tytuł        | Rola | Uwagi |
| 2001      | Evil Islands | Zak  |       |